# Neuromuscular Disorders
Neuromuscular Disorders ist eine medizinische Fachzeitschrift für neuromuskuläre Erkrankungen in englischer Sprache. Die Beiträge durchlaufen ein Peer-Review-Verfahren. Es werden sowohl Originalarbeiten als auch Übersichtsartikel veröffentlicht. Die Zeitschrift wird seit 1991 herausgegeben und erscheint monatlich. Es gibt auch eine Onlineausgabe.
Neuromuscular Disorders ist offizielle Zeitschrift der World Muscle Society, einer internationalen wissenschaftlichen Organisation, die sich für Verbreitung des Wissens und Fortschritte auf dem Gebiet der neuromuskulären Erkrankungen engagiert.